# Settimana rossa

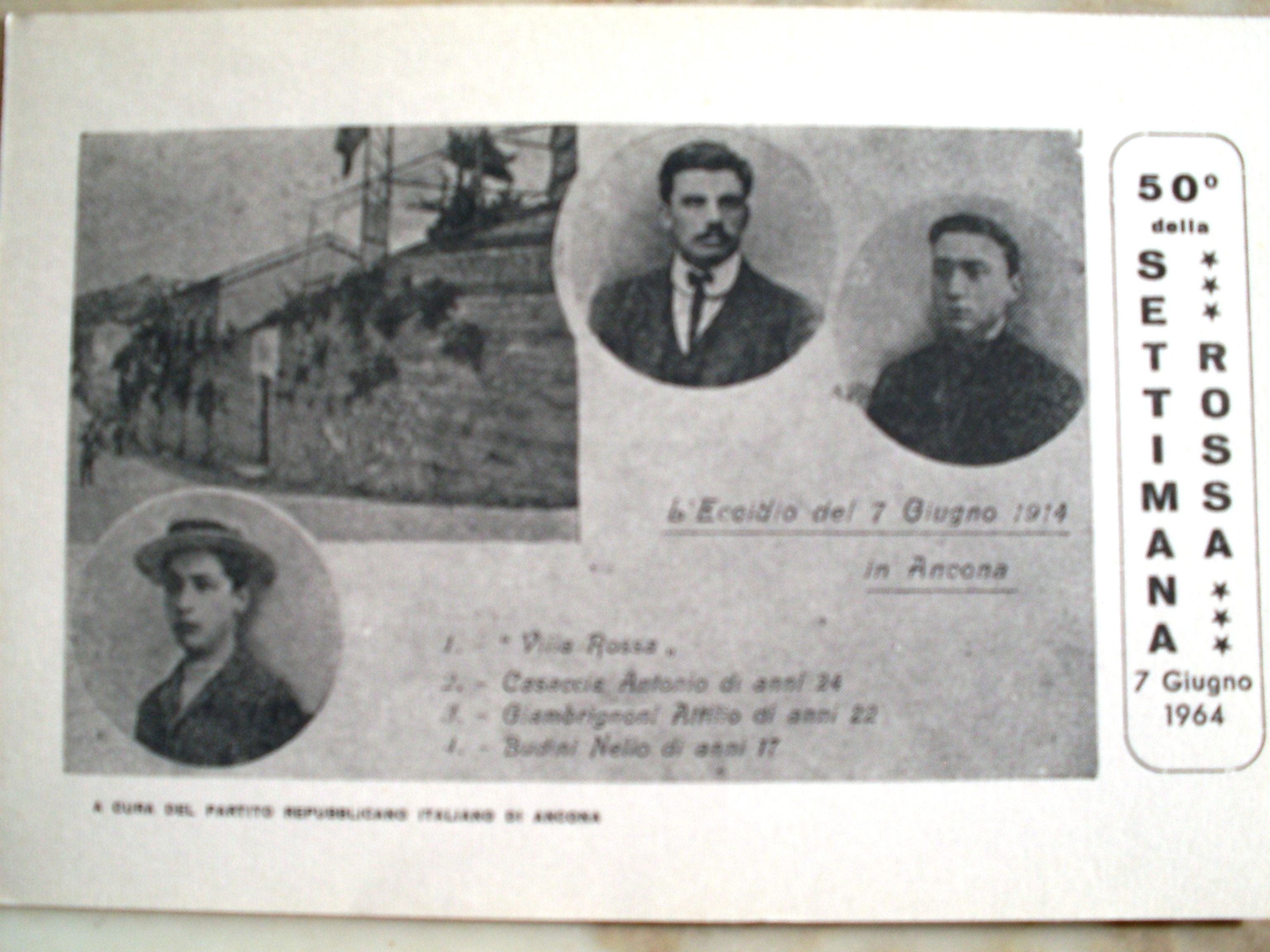
Cartolina commemorativa di Antonio Casaccia, Attilio C(G)iambrignoni e Nello Budini, i tre manifestanti rimasti uccisi ad Ancona il 7 giugno 1914, eccidio da cui prese origine la Settimana Rossa

La Settimana rossa fu un'insurrezione popolare sviluppatasi ad Ancona e propagatasi dalle Marche alla Romagna, alla Toscana e ad altre parti d'Italia, tra il 7 e il 14 giugno 1914, come reazione all'eccidio di tre manifestanti avvenuto ad Ancona ad opera della forza pubblica.
Dopo un'iniziale fiammata rivoluzionaria, con la proclamazione dello sciopero generale in tutta Italia, la Confederazione Generale del Lavoro decise, dopo solo due giorni, la cessazione dello sciopero ed il ritorno al lavoro, il che, assieme ad una politica oculata da parte del governo Salandra del Regno d'Italia, che evitò l'intervento massiccio dei militari, come pure richiesto dalle forze più conservatrici, consentì il rientro dell'insurrezione nella normalità.

## I fatti

### Il comizio a Villa Rossa
Domenica 7 giugno si celebrava in tutta Italia la "Festa dello Statuto" in occasione dell'anniversario della concessione dello Statuto Albertino da parte del monarca sabaudo Carlo Alberto.
Le forze antimonarchiche decisero di indire per quella data manifestazioni di protesta, che rovinassero la festa a borghesi e militari.
Su «Volontà», giornale degli anarchici anconitani, si leggeva: "Il 7 giugno è la festa del militarismo imperante. Faccia il popolo che diventi giorno di protesta e di rivendicazione".
L'opposizione alle politiche di guerra non era una lotta puramente ideologica. La missione in Libia impegnava moltissimi lavoratori, che venivano chiamati alle armi e, dopo aver abbandonato casa e famiglia, subivano una formazione militare che significava semplicemente disciplinamento e repressione, in un momento in cui una profonda crisi economica attraversava il paese, costringendo la popolazione più povera ad emigrare.
Pertanto, ad Ancona, come in altre località delle Marche, furono convocati comizi antimilitaristi, per chiedere l'abolizione delle "Compagnie di Disciplina nell'Esercito", dove molti militanti rivoluzionari venivano inviati a scopo "rieducazionale", e per protestare contro il militarismo, contro la guerra di Libia e a favore di Augusto Masetti e Antonio Moroni, due militari di leva. Il primo era rinchiuso come pazzo in manicomio criminale per aver sparato al suo colonnello prima di partire per la guerra di Libia, l'altro invece era stato inviato in una Compagnia di Disciplina per le sue idee (era un socialista della linea sindacalista rivoluzionaria).
Il presidente del consiglio Salandra, temendo che le varie manifestazioni programmate da anarchici, repubblicani e socialisti potessero degenerare in turbamenti dell'ordine pubblico, decise di proibirle.

Ancona - La Villa Rossa, sede nel 1914 del Circolo repubblicano "Gioventù Ribelle"

Gli organizzatori dell'iniziativa di Ancona, l'allora socialista Benito Mussolini, l'allora repubblicano Pietro Nenni e l'anarchico Errico Malatesta, decisero quindi di spostare il comizio pubblico in una sede privata, nel circolo repubblicano anconitano "Gioventù Ribelle", meglio noto come "Villa Rossa", alle ore 16,00.

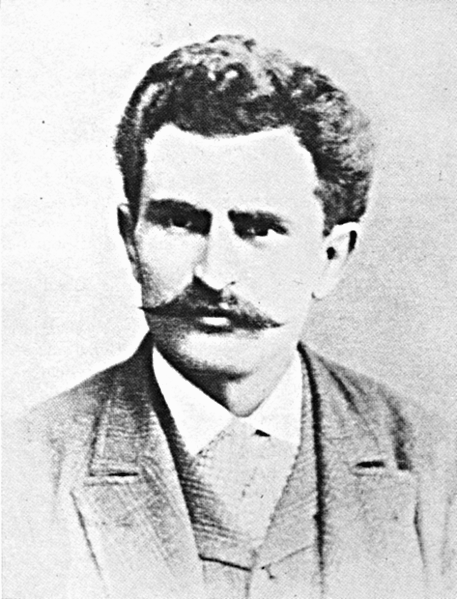
l'anarchico Errico Malatesta

Oddo Marinelli, esponente repubblicano delle Marche nel 1914

Alla presenza di circa 500/600 persone, repubblicani, anarchici e socialisti, parlarono, sotto la presidenza del segretario della Lega muratori e della Camera del Lavoro Alfredo Pedrini, i dirigenti del Sindacato Ferrovieri Italiano Livio Ciardi e Sigilfredo Pelizza, Ettore Ercoli per i socialisti, Oddo Marinelli per i giovani repubblicani, Pietro Nenni, che fece un vivace e applaudito discorso antimilitarista, ed Errico Malatesta che, tra l'altro, attaccò duramente i socialisti per lo scarso rilievo dato dal loro quotidiano, l'Avanti!, alla battaglia politica contro le compagnie di disciplina.

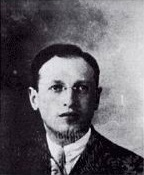
Pietro Nenni, all'epoca della "settimana rossa" esponente repubblicano

La maggior parte degli storici dà per presente all'evento, anzi fra gli oratori, il giovane esponente repubblicano Pietro Nenni. Di diverso avviso è la ricostruzione del prof. Gilberto Piccinini, secondo il quale il 7 giugno Nenni si trovava a Jesi, dove pure erano previste iniziative di protesta antimilitarista. La questione può dirsi risolta dalla lettura dell'interrogatorio reso da Nenni in data 26 giugno 1914 dopo il suo arresto, nel corso del quale egli ammise di essere stato presente al "comizio privato a Villa Rossa".
Quando verso le ore 18,30 la riunione ebbe termine e i partecipanti cominciarono a lasciare l'edificio, furono circondati dalle forze dell'ordine, che volevano evitare che potessero spostarsi nella vicina piazza Roma, dove si stava tenendo un concerto della banda militare nell'ambito delle celebrazioni per la festa dello Statuto.

Settimana Rossa - disegno raffigurante gli scontri del 7 giugno 1914 ad Ancona

La forza pubblica, comandata dal commissario di pubblica sicurezza Vitaliano Mazza, volutamente distribuita su due ali in modo da bloccare l'accesso alla piazza e far defluire la folla in fila indiana verso la periferia della città, dopo aver avvisato i manifestanti con i classici tre squilli di tromba, iniziò a picchiare indiscriminatamente, mentre dai tetti e dalle finestre delle case furono lanciati pietre e mattoni.

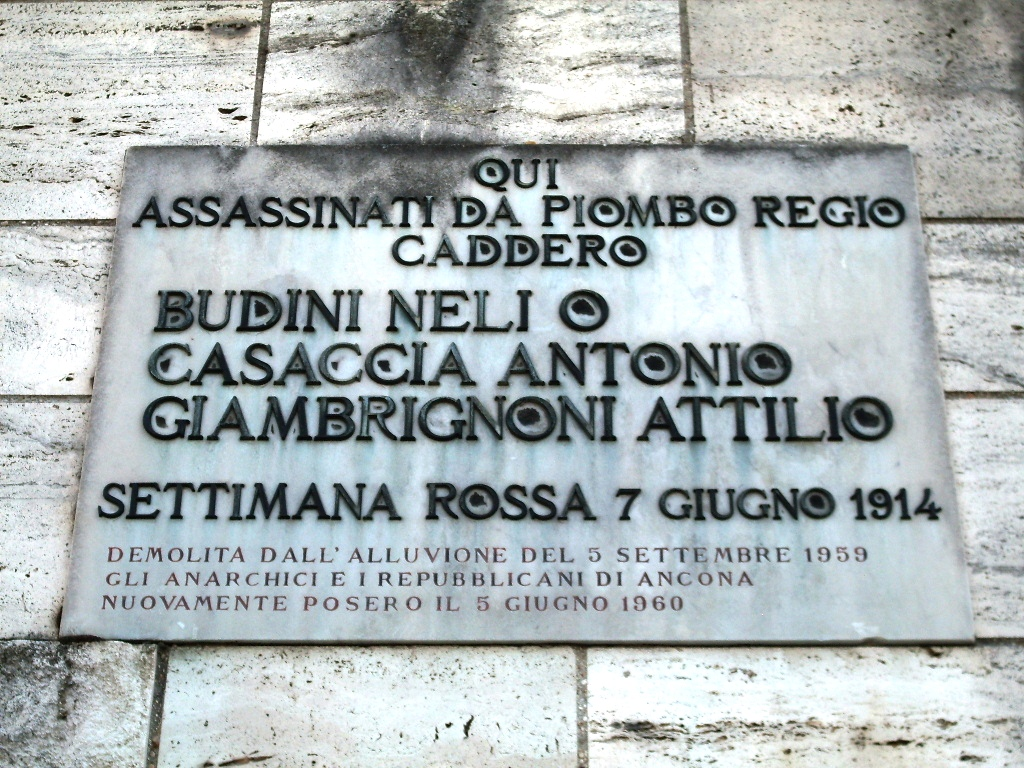
Ancona, Via Torrioni - Targa commemorativa dei caduti della Settimana Rossa collocata dagli anarchici e repubblicani anconitani nel 1960

Alcuni colpi di pistola vennero esplosi: secondo i dimostranti da una guardia di pubblica sicurezza, mentre i carabinieri sostennero che fossero partiti dalla folla. A seguito di questo, i carabinieri, comandati dal tenente Opezzi, aprirono il fuoco: spararono circa 70 colpi. Tre dimostranti furono mortalmente colpiti: il commesso Antonio Casaccia, di 28 anni, ed il facchino Nello Budini, di 17 anni, entrambi repubblicani, morirono in ospedale, mentre il tappezziere anarchico Attilio C(G)iambrignoni, di 22 anni, affacciato ad una finestra del circolo, morì sul colpo. Vi furono anche cinque feriti tra la folla e diciassette contusi tra i carabinieri.
Pietro Nenni, qualche tempo dopo, disse che a volere l'eccidio a tutti i costi era stata la polizia di Ancona, che lo aveva provocato e premeditato in combutta con le forze reazionarie.

### Le reazioni all'eccidio
Un'ondata di indignazione si sparse subito per tutta la città, mentre le forze di polizia si tenevano cautamente distanti.
La sera stessa del 7 giugno fu tenuta una riunione alla Camera del Lavoro di Ancona, nel corso della quale fu deciso lo sciopero generale, poi confermato dal voto dell'assemblea del giorno successivo.
L'8 giugno ci fu un comizio in Piazza Roma nel quale parlarono Pedrini ed altri della Camera del Lavoro, Nenni e Malatesta: quest'ultimo incitò la folla a provvedersi di armi.
La sera stessa venne svaligiata l'armeria Alfieri. Intanto giunsero ad Ancona diversi esponenti del sindacalismo rivoluzionario, come il socialista on. Alceste de Ambris e il repubblicano on. Giovan Battista Pirolini.
Il Comitato Centrale del Sindacato dei Ferrovieri (d'ispirazione massimalista, contrapposto a quello aderente alla Confederazione Generale del Lavoro, considerato troppo riformista) era riunito ad Ancona e, su proposta di Malatesta, dichiarò lo sciopero di categoria, che, per motivi organizzativi, iniziò il 9 giugno, in concomitanza con i funerali dei manifestanti uccisi, e in alcune regioni solo il 10.

funerali di Budini, Casaccia e C(G)iambrignoni il 9 giugno 1914 ad Ancona, da via XX settembre verso via Nazionale

I funerali dei tre giovani si tennero il pomeriggio del 9 giugno: ad essi partecipò una folla immensa (alcuni resoconti, probabilmente esagerando notevolmente, parlano di 30000 persone, la maggior parte delle pubblicazioni di 20000 persone - dato anch'esso probabilmente sovrastimato), che attraversò tutta la città; a parte la violenza verbale degli slogan scanditi e qualche piccola scaramuccia le esequie si svolsero in maniera abbastanza tranquilla.

biglietto di libero transito rilasciato dal Partito repubblicano di Falconara Marittima durante i moti della Settimana Rossa

Intanto la situazione si evolveva in vera e propria insurrezione rivoluzionaria: vennero abbattuti i casotti daziari, la Camera del Lavoro faceva vendere il vino a cinque soldi il litro, furono ordinate requisizioni di grano e la macellazione di animali.
Furono organizzati blocchi stradali, per superare i quali occorrevano dei lasciapassare rilasciati dalla Camera del Lavoro.

Mussolini, all'epoca della "settimana rossa", direttore del quotidiano socialista "Avanti!"

La notizia dell'eccidio di Ancona si era sparsa immediatamente in tutta Italia, dando origine a manifestazioni, cortei e scioperi spontanei.
In particolare, ad infiammare gli animi erano gli appelli di Benito Mussolini, allora direttore del quotidiano socialista Avanti!, a diffusione nazionale, che proprio ad Ancona, poco tempo prima, al XIV Congresso del PSI del 26, 27 e 28 aprile 1914, aveva colto un grande successo personale, con una mozione di plauso per i successi di diffusione e di vendite del giornale del Partito, tributatagli personalmente dai congressisti.
Così il futuro duce incitava le masse popolari sul giornale socialista:
Mussolini strumentalizzò i moti popolari anche a fini politici interni al mondo socialista: la direzione del Partito Socialista uscita dal Congresso di Ancona era in mano ai massimalisti rivoluzionari, ma i riformisti erano ancora maggioritari nel gruppo parlamentare e nella CGdL.

manifestazione all'Arena di Milano il 10 giugno 1914

Il 10 giugno si tenne un comizio all'Arena di Milano di fronte a 60000 manifestanti, mentre il resto dell'Italia era in lotta e paralizzata, la Romagna e le Marche insorte e i ferrovieri avevano finalmente annunciato di aderire allo sciopero generale.
Dopo che gli oratori riformisti di tutti i partiti avevano gettato acqua sul fuoco dicendo che questa non era la rivoluzione, ma solo protesta contro l'eccidio di Ancona, e che non ci si sarebbe fatti trascinare in un'inutile carneficina, intervennero Corridoni e Mussolini.
Quest'ultimo esaltò la rivolta. Ecco il resoconto del suo infuocato discorso, pubblicato il giorno dopo sull'Avanti!:
(BENITO MUSSOLINI)
In sintonia con lui si espressero sia il repubblicano che l'anarchico che intervennero poi.
Dal canto suo, Malatesta scriveva sul periodico anarchico «Volontà» del 13 giugno 1914, intitolando il suo articolo "LA RIVOLUZIONE IN ITALIA - La caduta della monarchia sabauda":

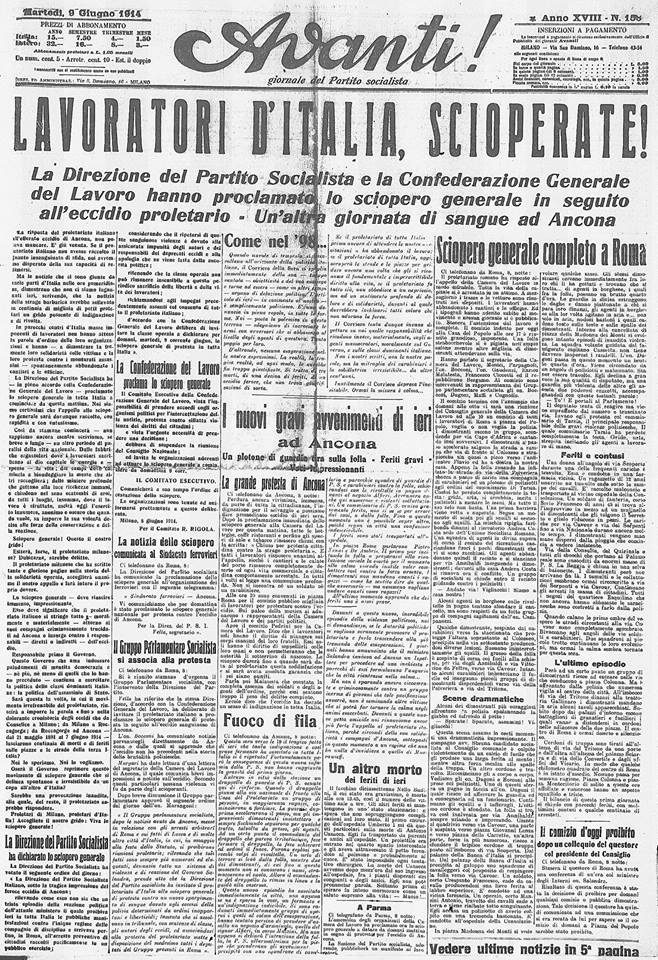
"Avanti!", quotidiano socialista del 9 giugno 1914 che incitava i lavoratori allo sciopero generale

Con i suoi articoli Mussolini, facendo leva sulla popolarità di cui godeva nel movimento socialista e sulla grande diffusione del giornale, di fatto costrinse la Confederazione Generale del Lavoro a dichiarare lo sciopero generale, strumento di lotta che determinava il blocco di ogni attività nel Paese, di cui il sindacato riteneva di dover fare uso solo in circostanze eccezionali.
Nei giorni tra l'8 ed il 10 giugno lo sciopero si espanse a macchia d'olio in tutta Italia, si ebbero violentissimi scontri nella Romagna, a Milano, Torino, Bologna, Firenze, Napoli, Palermo e Roma.

Il socialista Arturo Labriola commemora i tre operai uccisi durante la Settimana Rossa, Napoli, 1914

Intere zone della penisola sfuggirono al controllo dello Stato, i comitati rivoluzionari cercavano di riorganizzare la vita nelle città in loro possesso. L'impronta fortemente antimonarchica e antimilitarista delle rivolte sembrò mettere il paese sull'orlo della guerra civile.
Proprio per scongiurare il rischio che la monarchia potesse sentirsi minacciata e dichiarare lo stato d'assedio e il passaggio dei poteri pubblici ai militari, la Confederazione generale del lavoro dichiarò concluso lo sciopero dopo solo 48 ore, invitando i lavoratori a riprendere la loro attività:
(dal comunicato della CGdL del 12-13 giugno 1914)
Ciò frustrò gli intenti bellicosi ed insurrezionali di Mussolini che, sull'Avanti! del 12 giugno 1914, non si paventò dall'accusare di fellonia i capi sindacali confederali, che facevano riferimento alla componente riformista del PSI, accusando: "La Confederazione del Lavoro, nel far cessare lo sciopero, ha tradito il movimento rivoluzionario". Tuttavia più tardi il futuro duce, a mente fredda, rivide almeno in parte il proprio giudizio, affermando che l'ordine di cessazione dello sciopero era stato sì un errore, ma non tale da potersi definire un tradimento
Malatesta, a sua volta, incitò alla prosecuzione dell'insurrezione, ignorando gli ordini della C.G.d.L.:

### I moti in Romagna

Alfonsine (RA), municipio assaltato dai manifestanti durante la Settimana rossa

Fusignano (RA), erezione dell'albero della libertà durante la Settimana rossa

In particolare, in Romagna, dove il movimento repubblicano e quello anarchico erano una componente fondamentale delle sinistre, la rivolta assunse un carattere decisamente rivoluzionario: la rabbia popolare prese di mira i simboli del potere laico e religioso.
Nel ravennate il municipio di Alfonsine fu incendiato, la prefettura di Ravenna venne assaltata.
A Ravenna, Bagnacavallo e Mezzano vennero distrutti i Circoli dei signori.
A Villa Savio di Cervia il generale Luigi Agliardi, comandante la brigata di Forlì, venne fatto prigioniero assieme ad altri 6 ufficiali, poi liberato senza spargimento di sangue.
La chiesa di Villanova di Bagnacavallo fu distrutta, quella di Mezzano fu incendiata e quelle di Santa Maria di Alfonsine e del S. Suffragio di Ravenna saccheggiate.
A Fusignano e a Conselice venne eretto in piazza l'albero della libertà, ripreso direttamente dalla rivoluzione francese.
In molti centri i dimostranti ostruirono le linee ferroviarie per impedire lo spostamento delle truppe, tagliarono i fili telefonici e telegrafici e abbatterono i pali per bloccare le comunicazioni e quindi l'organizzazione della repressione.
Fu impedita la partenza dei treni, vennero devastati i caselli daziari, uffici telegrafici e stazioni ferroviarie. L’ira popolare si espresse anche con requisizioni di armi, di automobili dei proprietari terrieri, vennero requisite partite di grano e costituiti magazzini popolari per la distribuzione di grano, olio e vino a prezzi calmierati.
Interrotta la distribuzione dei giornali, le false notizie circa il successo della rivoluzione aumentavano ancora di più l'entusiasmo degli insorti.
Così commentava le violenze commesse dagli insorti «Il Lamone», settimanale repubblicano di Faenza:

### La fine dell'insurrezione
Come detto, lo sciopero generale durò solo un paio di giorni, mentre il moto rivoluzionario andò man mano esaurendosi dopo che, per una settimana, aveva tenuto in scacco intere zone del paese.
Il 10 giugno attraccarono al porto di Ancona gli incrociatori corazzati Pisa e San Giorgio, l'incrociatore Agordat, supportate dai cacciatorpediniere Garibaldino, Bersagliere e Artigliere che sbarcarono circa 1000 militari.
L'11 giugno arrivarono alla Camera del Lavoro di Ancona automobili da Rimini, Forlì e una da Foligno, i cui occupanti comunicarono che la rivoluzione era scoppiata a Rimini, che il generale Agliardi era stato fatto prigioniero, come pure il Prefetto di Ravenna; che era stata proclamata qui e lì la repubblica, che il movimento si estendeva in buona parte d’Italia, e che il Re era fuggito: notizie che, in mancanza dei giornali nazionali bloccati dallo sciopero dei ferrovieri, eccitarono ulteriormente gli animi.
Subito dopo il socialista on. Alessandro Bocconi, smentendo tali dicerie, propose che in seguito all'ordine della Confederazione Generale del Lavoro, che aveva disposto la cessazione dello sciopero, si dovesse riprendere il lavoro, proposta che venne accolta da fischi e insulti. Nenni disse che, qualora fossero state vere le notizie sull'estendersi del movimento, non si poteva abbandonare lo sciopero, e propose che Bocconi telegrafasse a Roma a qualche suo collega, mentre egli sarebbe andato di persona in Romagna per accertarsi dell'effettiva situazione.
Dopo aver compiuto un rocambolesco viaggio in automobile in Romagna e constatato l'esaurimento dell'insurrezione popolare, il sabato 13 giugno fu proprio Nenni a presentare alla Camera del Lavoro di Ancona l’ordine del giorno per la cessazione dello sciopero.
Il 14 giugno, dopo 16 morti tra i rivoltosi, la situazione tornò definitivamente sotto il controllo dell'esercito.
Alla fine dello stesso mese, il 28 giugno 1914, l'assassinio dell'arciduca Francesco Ferdinando a Sarajevo sposterà l'attenzione italiana sulle dinamiche europee che porteranno alla prima guerra mondiale, contrapponendo interventisti e neutralisti, fino all'ingresso in guerra dell'Italia il 24 maggio 1915.

### I processi contro i capi della rivolta
A causa dei "fatti" della settimana rossa Nenni venne arrestato il 23 giugno in pieno centro di Ancona, mentre stava leggendo l'Avanti!. Il giovane repubblicano anconitano Oddo Marinelli e l'anarchico Errico Malatesta riuscirono invece ad espatriare, il primo in Svizzera, l'altro in Inghilterra, sfuggendo quindi all'arresto.
Nenni fu detenuto nel carcere anconitano di Santa Palazia. Fu interrogato il 26 giugno e riviato a giudizio il 20 agosto, avanti alla Corte d'Assise di Ancona. Il processo, spostato poi a L'Aquila per legitima suspicione, si aprì il 19 novembre; Nenni rivendicò davanti ai giudizi la nobiltà delle sue idee: «Io credetti con Giuseppe Mazzini che la vita è missione e che noi siamo qui a collaborare alla lotta dell’umanità verso una società di liberi e di uguali». Verrà poi amnistiato assieme a tutti gli altri imputati a seguito del provvedimento di clemenza reale promulgato il 30 dicembre, in occasione della nascita della principessa Maria di Savoia.
Malatesta verrà invece assolto in un altro processo, svoltosi a suo carico ad Ancona, per il tentativo di suscitare la guerra civile, il saccheggio e la strage e per aver determinato i suoi presunti correi, i tre anconetani Vitaliano Racaneschi, Rodolfo Scoponi e Vincenzo Cerusici, ad esplodere alcune rivoltellate il 9 giugno 1914 in occasione dei funerali delle 3 vittime dell'eccidio.

## Valutazioni storiografiche

### Giudizio dei contemporanei
Lo scrittore e militante anarco-comunista Errico Malatesta attribuì la sconfitta esclusivamente al tradimento della CGL:
(Errico Malatesta, Umanità Nova, 28 giugno 1914)
Gli altri osservatori non potevano tuttavia essere così semplicistici. Per riviste come Lacerba e La Voce la Settimana rossa aveva messo in luce, da un lato, la grave situazione di disagio economico in cui versava il Paese e la crescente sfiducia popolare nel parlamento e nel governo, da un altro l'incapacità del popolo italiano di saper vedere chiaramente le cause della situazione di crisi in cui versava. Scriveva a tal proposito Giovanni Papini:
(Giovanni Papini, "I fatti di giugno", Lacerba, 14 giugno 1914)
Per quanto concerneva invece i "sovversivi", il giudizio di Papini era netto:
(Giovanni Papini, "I fatti di giugno", Lacerba, 14 giugno 1914)
A Papini faceva eco Giuseppe Prezzolini:
(Giuseppe Prezzolini, "Sciopero giolittiano", La Voce, 28 giugno 1914)
Più vicino al socialismo, Gaetano Salvemini spinse più a fondo l'analisi, criticando il PSI e gli altri partiti democratici per avere distolto per anni i loro iscritti dai problemi concreti della vita nazionale, esaurendoli nell'anticlericalismo "commediante" e in una serie di rivendicazioni e lotte fine a sé stesse. I socialisti rivoluzionari, scriveva Salvemini, erano rivoluzionari solo a parole ed il loro rivoluzionarismo non approdava a nulla. Rimproverava poi ai capi dei partiti sovversivi di non aver dato, per esempio, ai rivoltosi la parola d'ordine della lotta contro il dazio del grano:
(Gaetano Salvemini, "Una rivoluzione senza programma", L'Unità, 19 giugno 1914)
In un lungo articolo su Azione Socialista, il socialista riformista Ivanoe Bonomi tracciava un ritratto di Mussolini, definendolo come un socialista romagnolo dotato del "romanticismo barricadero della sua razza [...] nutrito più della prima produzione marxista - ancora piena di illusioni insurrezionali - che non della più matura esperienza del socialismo tedesco". Si rivolgeva quindi a Turati ed ai riformisti rimasti nel PSI (da cui era stato invece espulso nel 1912) e si domandava se erano disposti "a lasciar travolgere il socialismo... nella preparazione di un altro conato insurrezionale":
(Ivanoe Bonomi. "Gli avvenimenti recenti ed il socialismo italiano", Azione socialista, 20 giugno 1914)
Il 20 giugno 1914 il gruppo parlamentare socialista, in maggioranza moderato e riformista, approvò un ordine del giorno in cui smentì Mussolini sui fatti della "Settimana Rossa", ribadendo la tradizionale posizione gradualista e parlamentare del gruppo dirigente "storico" del PSI, affermando che la rivolta fosse stata:
All'o.d.g. seguirono due durissimi articoli di Claudio Treves ed Alessandro Levi su Critica Sociale, dove quest'ultimo attaccò direttamente Mussolini per la "prosa dionisiaca" dell'Avanti!, accusandolo di avere un linguaggio "degno di un anarcoide e non di un socialista", ed il Partito per essere venuto meno al suo dovere di guidare le masse nella protesta, lasciando che esse si abbandonassero ad atti violenti e teppistici.. Da tali accuse Mussolini si difese in una lunga intervista a Il Giornale d'Italia, cui fece seguito un lungo strascico di polemiche tra riformisti e mussoliniani nel PSI. A difesa di Mussolini si schierò anche il settimanale socialista La folla di Paolo Valera. Mussolini stesso si difese poi in un articolo sul bisettimanale Utopia, da lui diretto, riconfermando il suo giudizio positivo sulla Settimana rossa:
(Benito Mussolini, Utopia, 15-31 luglio 1914)
La Settimana rossa, in particolare nelle zone dell'anconetano e del ravennate, lascerà una traccia profonda nell'immaginario popolare come un momento in cui il proletariato aveva unitariamente dato prova della propria combattività, arrivando a sfiorare per un fugace attimo l'ebbrezza della rivoluzione sociale.

### Giudizi successivi
Scrisse più tardi Pietro Nenni:
(Pietro Nenni, Lo spettro del comunismo, 1914-1921, 1921)

Lo storico comunista Enzo Santarelli così ha giudicato il pragmatismo di Nenni al momento della cessazione dello sciopero ad Ancona: 
Lo storico socialista Gaetano Arfé, dopo aver rilevato che il carattere della rivolta ebbe una impronta anarchica e repubblicana, scrisse:
In definitiva può concludersi che la rivolta fallì a causa della mancanza di unità e pianificazione: non c'erano organizzazioni della sinistra in grado d'incanalare le forze popolari e dare loro un programma rivoluzionario di radicale mutamento del sistema politico esistente.

## Galleria d'immagini

Serra San Quirico (An), comunicazione dello svolgimento di un comizio del repubblicano Oddo Marinelli il 31 maggio 1914
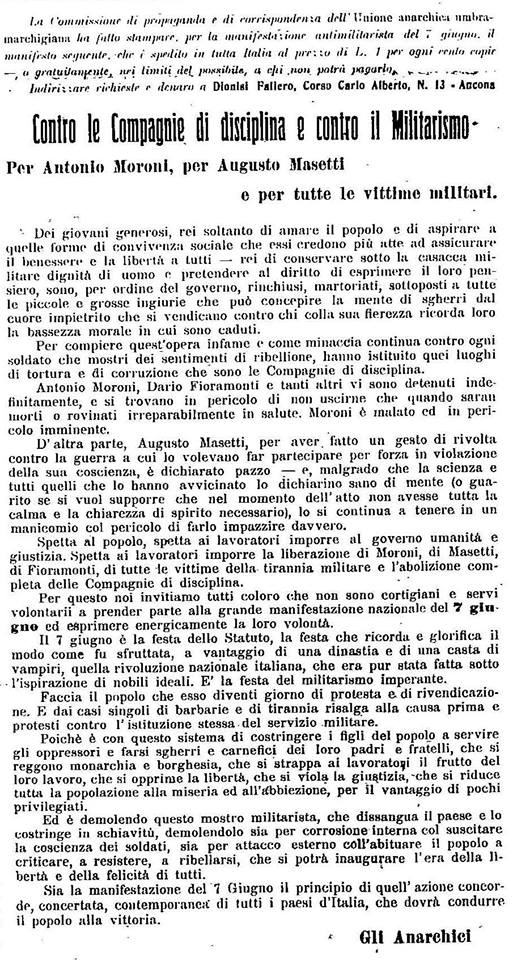
volantino dell'Unione anarchica umbro-marchigiana che indice le manifestazioni del 7 giugno 1914
Ancona, Circolo repubblicano "Gioventù Ribelle" ("Villa Rossa"), interno devastato dopo la perquisizione per i fatti del 7 giugno 1914
manifesto dell'8 giugno 1914 della Camera del Lavoro di Ancona che indice lo sciopero generale. Al momento della stampa Nello Budini giaceva ancora in ospedale, anche se in gravissime condizioni
manifesto della Camera del Lavoro di Jesi dell'8 giugno 1914 che indice lo sciopero generale
funerali di Budini, Casaccia e C(G)iambrignoni il 9 giugno 1914 ad Ancona, Via Nazionale
Fabriano, la piazza del Podestà durante la Settimana Rossa
Fabriano durante lo sciopero generale del giugno 1914
I cavalleggeri presidiano la campagna romagnola, giugno 1914
Milano, scioperanti dopo un comizio sorvegliati dai carabinieri, giugno 1914
Milano, comizio all'Arena del 10 giugno 1914